# Devoir de réserve dans la fonction publique française
Pour les articles homonymes, voir Réserve.
Pour un article plus général, voir devoir de réserve.
Dans la fonction publique française, le devoir de réserve est une exception, limitée, au principe légal de liberté d’opinion, qui implique une modération des propos publicisés des agents publics en dehors de l’exercice de leurs fonctions. Il s'agit, entre autres, de ne pas donner à ses fonctions des fins politiques.

## Ne pas confondre

### Neutralité des agents du service public
Au contraire du devoir de réserve, l'obligation de neutralité des fonctionnaires s'applique dans l'exercice de ses fonctions,. Ce devoir de neutralité interdit par exemple aux fonctionnaires de manifester, dans le cadre de leur travail, des opinions qui seraient de nature à faire douter de la neutralité du service public. Il est fréquemment assimilé au principe de laïcité. Comme le devoir de réserve, l'obligation de neutralité relève du champ disciplinaire.

### Discrétion professionnelle
Il ne faut pas confondre le devoir réserve avec l’obligation de discrétion professionnelle, codifiée à l’article 26 de la loi du 13 juillet 1983 : « Les fonctionnaires doivent faire preuve de discrétion professionnelle pour les faits, informations et documents dont ils ont connaissance dans l'exercice de leurs fonctions. En dehors de ces cas, expressément prévus par la réglementation en vigueur, notamment en matière de liberté d'accès aux documents administratifs, les fonctionnaires ne peuvent être déliés de cette obligation de discrétion professionnelle que par décision expresse de l'autorité dont ils dépendent »,.

### Secret professionnel
De même le secret professionnel est généralement propre aux relations entre des professionnels et des clients.

## Histoire
François Burdeau rappelle qu'au XIXe siècle ceux « qui aliènent leur liberté pour un traitement ne devraient pas voter » ,. La première définition du devoir de réserve se trouve dans une décision du Conseil d’État en 1935, qui permet de sanctionner les agents dont les propos contreviendraient à la « réserve qui s’impose » vis-à-vis de leur administration. Le statut de la fonction publique édicté par le régime de Vichy en 1941 considère que les nécessités du service public s’étendent à la vie privée. Le statut de 1946 crée le recrutement par concours des fonctionnaires, qui doivent respecter l’autorité des ministres, mais leurs opinions ne sont pas un critère de sélection. Le statut général de 1983 leur garantit la liberté d’opinion. En principe, le statut a des conséquences quasi nulles dans la sphère publique: hors de ses fonctions, l'agent est libre de s'exprimer et de s'engager, y compris politiquement. La loi ne mentionne un « devoir de réserve » que pour quelques statuts particuliers, tels que celui de magistrat.

## Principe général
Le devoir de réserve n’est pas cadré par une loi. L'article 6 de la loi du 13 juillet 1983 dite « statut général » de la fonction publique, et portant droits et obligations des fonctionnaires, indique que « la liberté d’opinion est garantie aux fonctionnaires ». Cependant, ce devoir est construit par la jurisprudence des tribunaux administratifs.
Cette exception à la liberté d'expression est néanmoins limitée en particulier si les responsabilités hiérarchiques de l'agent qui s'exprime sont faibles ou s'il s'exprime sous un mandat syndical. Ce devoir n'est pas inscrit dans la loi et concerne le mode d'expression des opinions et non leur contenu.
Le non-respect de l'obligation de réserve est apprécié par les supérieurs hiérarchiques de l'agent, qui peuvent lui infliger une sanction administrative. Le juge administratif peut apprécier le bien-fondé de la sanction administrative.

### Une construction jurisprudentielle
La notion de devoir de réserve n'existe pas dans les textes législatifs et réglementaires régissant la fonction publique française. Par exemple la Loi n° 83-634 du 13 juillet 1983 portant droits et obligations des fonctionnaires (loi Le Pors) ne fait nulle part mention d'un « devoir de réserve », ni d'une « obligation de réserve ».
La notion a été développée par la jurisprudence administrative à partir des années 1930 avec en premier lieu l’arrêt du Conseil d’État Bouzanquet qui la consacre (CE, sect., 15 janv. 1935, Bouzanquet, n° 40842). Cet arrêt concernait les propos d'un employé à la chefferie du Génie à Tunis qui avait tenu des propos publics jugés trop critiques envers la politique du gouvernement.
Cette volonté de laisser à ce devoir une source jurisprudentielle a été confirmée dans une réponse à une question écrite d'un député,  publiée au Journal Officiel de l'Assemblée nationale (JOAN du 8-10-2001) :  « L’obligation de réserve, qui contraint les agents publics à observer une retenue dans l’expression de leurs opinions, notamment politiques, sous peine de s’exposer à une sanction disciplinaire, ne figure pas explicitement dans les lois statutaires relatives à la fonction publique […] Il s’agit d’une création jurisprudentielle, reprise dans certains statuts particuliers, tels les statuts des magistrats, des militaires, des policiers... ».
À la suite de l'arrêt Bouzanquet, le Conseil d’État a donc abordé le devoir de réserve dans l’arrêt Tessier (CE, ass., 13 mars 1953, Tessier, n° 7423) qui est un arrêt fondateur du droit administratif figurant aux Grands arrêts de la jurisprudence administrative, et dans de nombreux autres arrêts tels que l’arrêt Rouve (CE 25 mai 1966, Rouve, n° 64013), l’arrêt Plenel du 8 mars 1968, l’arrêt Girot de Langlade du 24 septembre 2010, ou l’arrêt Matelly du 12 janvier 2011.

### Une obligation bornée par les droits et libertés fondamentales
Le devoir de réserve vient limiter différentes libertés individuelles des fonctionnaires qui sont juridiquement consacrées. La première liberté qui est directement touchée par le devoir de réserve est la liberté d’expression, mais cela touche aussi d’autres libertés telles que la liberté d’opinion, consacrée à l’article 10 de la Déclaration des droits de l’Homme et du citoyen de 1789 : « Nul ne doit être inquiété pour ses opinions, même religieuses, pourvu que leur manifestation ne trouble pas l'ordre public établi par la Loi ». Ces libertés ayant une valeur particulièrement importante en droit français, il est important de pouvoir les concilier avec le devoir de réserve. C’est ce conflit entre normes juridiques a priori contradictoires qui entraîne de nombreux contentieux devant le juge administratif.

## L'application du devoir de réserve à la fonction publique
Selon le code général de la fonction publique, les fonctionnaires doivent « se conformer aux instructions » de leur supérieur hiérarchique, sauf si celles-ci sont « manifestement illégal[les] » et de nature à « compromettre gravement un intérêt public ».
Bien que l'application du devoir de réserve doive être observé au cas par cas par le juge administratif, « le devoir de réserve s'impose à tout agent public ». Il s'applique donc aux agents des trois fonctions publiques que sont la fonction publique d'Etat, la fonction publique territoriale, et la fonction publique hospitalière.
Le devoir de réserve s'apprécie de manière casuistique, en examinant divers éléments. Ainsi, plus le niveau hiérarchique du fonctionnaire est élevé, plus son obligation de réserve est sévère. (CE Ass., 13 mars 1953, Tessier, Rec. p. 133). Les circonstances dans lesquelles se trouve un agent public affecte aussi le champ d'extension du devoir de réserve. Si les propos tenus par un agent ont une portée publique, alors les effets du devoir de réserve doivent le pousser à plus de retenue. C'est par exemple le cas pour des propos tenus dans la presse.

### La souplesse réservée aux syndicats
Les fonctionnaires investis de responsabilités syndicales jouissent d’une plus grande liberté d’expression du fait de leur statut. Dans sa décision de principe du 18 mai 1956 intitulée Bodaert, le Conseil d’État admet que les agents publics investis de fonctions syndicales jouissent, dans l’exercice de leur mandat et pour la défense des intérêts du personnel, d’une liberté d’expression beaucoup plus étendue que celle de leurs collègues.
Même sans texte légal, cette situation a été confirmée par différentes institutions, notamment le pouvoir exécutif. Dès lors, la déclaration à un journaliste d’un sapeur-pompier, responsable syndical, exposant des revendications professionnelles ne constitue pas un manquement au devoir de réserve, et ce même si son ton est considéré « vif ».
Néanmoins, le devoir de réserve reste applicable aux responsables syndicaux. En ce sens, le Conseil d’État a rappelé que « si les agents publics qui exercent des fonctions syndicales bénéficient de la liberté d'expression particulière qu'exigent l'exercice de leur mandat et la défense des intérêts des personnels qu'ils représentent, cette liberté doit être conciliée avec le respect de leurs obligations déontologiques ». Dès lors, à partir du moment où les propos tenus ne sont plus des revendications professionnelles, le représentant syndical peut être sanctionné. Le rapporteur public Pellissier explique cette application du devoir de réserve aux représentants syndicaux par la nécessité « de ne pas compromettre le bon fonctionnement du service ».

### Le devoir de réserve en période électorale
Il faut faire attention à ne pas confondre le devoir de réserve avec la période de réserve préélectorale : 
- Le devoir de réserve est indépendant des périodes électorales : les fonctionnaires peuvent penser ce qu’ils souhaitent mais n’ont pas la liberté de l’exprimer durant leur temps de travail.
- La période de réserve électorale entre en vigueur à l'approche d'élections : aucun texte législatif ne fait mention de cette période de réserve électorale, elle relève surtout d’une tradition républicaine issue de la IIIe République. L’objectif est d’éviter que certains candidats à des élections soient perçus comme pouvant bénéficier du soutien de l’État[24].

#### Les élus
Il faut savoir dissocier l’élu, représentant de sa collectivité, du candidat en campagne électorale. Les élus ne connaissent pas de période de réserve car même s’ils sont candidats, ils restent élus jusqu’à la fin de leur mandat et conservent une liberté d’expression. Aucune disposition ne contraint donc l'élu  à cesser ses actions de communication à l’approche des élections.
Néanmoins, la communication de l'élu ne doit pas être assimilée à de la propagande électorale en faveur de sa propre candidature ou d’autres candidatures. Les cérémonies auxquelles il assiste en qualité d’élu de sa collectivité (et donc de représentant de celle-ci), doivent garder un contenu neutre et informatif, portant sur des thèmes d’intérêt général. Il ne faut pas que ces évènements puissent constituer une campagne de promotion publicitaire au sens des dispositions de l'article L. 52-1 du code électoral. Il en est de même pour les moyens de communication de la collectivité qui doivent rester neutres (site internet, bulletin d’information…)

#### Les agents de la fonction publique
Les agents sont soumis en permanence à l’obligation de réserve qui les empêche de prendre position ou d’agir pour le compte d’un candidat. Néanmoins, ils conservent le droit de participer à une campagne électorale et de s’y présenter au nom de la liberté d’expression : cette expression doit se faire dans le respect du devoir de réserve évoqué plus haut et ne peut s’exercer qu’en-dehors de leur service et temps de travail.
La période de réserve électorale s’impose surtout aux chefs de service et tout fonctionnaire amené à participer dans l’exercice de ses fonctions à des manifestations ou cérémonies publiques.

## Devoirs de réserve spécifiques
Cette obligation a été reprise par des textes particuliers et concerne notamment, les magistrats, les membres du Conseil d'État, les fonctionnaires honoraires, les policiers et les militaires. Il s’agit d’une appréciation casuistique par l'autorité hiérarchique sous contrôle du juge administratif. Cette appréciation se réalise eu égard à divers critères comme :  la place du fonctionnaire dans la hiérarchie, circonstances dans lesquelles il s'est exprimé, modalités et formes de cette expression.

### Devoir de réserve dans la fonction publique militaire
La conception militaire du devoir de réserve est particulièrement contraignante, en France, malgré l’assouplissement introduit par le nouveau statut général des militaires en 2005. Certaines personnes disent qu'en combinaison avec l’interdiction de toute forme d’expression collective, il contribue à faire de l’armée française « La Grande Muette ».
En raison justement de ces contraintes, le sujet n’est quasiment jamais abordé de manière critique par les militaires[réf. nécessaire], à quelques exceptions dont celles du général Morillon en Bosnie-Herzegovine (où il a fait entrer les casques bleus à Srebrenica en 1993) et du chef d’escadron de gendarmerie Jean-Hugues Matelly auteur de nombreux articles sur le sujet et, selon Le Monde, véritable militant de la libéralisation de l’expression des militaires.
Une autre affaire vient nous le rappeler : le 19 juin 2008 était publiée dans Le Figaro une tribune très critique des projets du gouvernement, signée par un groupe d'officiers (parmi lesquels semble-t-il de hauts gradés) anonymement regroupés sous le pseudonyme de Surcouf. D'après une dépêche de l'agence Reuters du 11 juillet 2008 (  ), le ministre de la Défense, Hervé Morin, interrogé sur d'éventuelles sanctions envers les auteurs de cette tribune, a fourni une réponse plutôt ambivalente : « Il y a un principe simple. Les militaires ont le droit d'expression depuis la dernière réforme. Mais il y a un cadre, l'obligation de loyauté et le droit (sic) de réserve. On verra les choses en fonction de ce cadre-là ».
Le devoir de réserve des militaires apparait dans le code de la défense au chapitre 1er : exercice des droits civils et politiques, aux articles L 4121-1 à L 4121-8.
Concernant les opinions ou croyances, notamment philosophiques, religieuses ou politiques, elles sont libres. Cependant, le second paragraphe de l’article L 4121-2 dispose qu’elles ne peuvent cependant être exprimées qu'en dehors du service et avec la réserve exigée par l'état militaire. Cette règle s'applique à tous les moyens d'expression. Elle ne fait pas obstacle au libre exercice des cultes dans les enceintes militaires et à bord des bâtiments de la flotte.
Dans le domaine de la politique, il est interdit aux militaires en activité de service, d’adhérer à des groupements ou associations à caractère politiques. L’article L 4121-3 prévoit une exception, sous réserve des inéligibilités prévues par la loi, les militaires peuvent être candidats à toute fonction publique élective ; dans ce cas, l'interdiction d’adhésion à un parti politique prévue au premier alinéa est suspendue pour la durée de la campagne électorale. En cas d’élection et d’acceptation du mandat, cette suspension est prolongée pour la durée du mandat.
L'exercice du droit de grève est incompatible avec l'état militaire.
La jurisprudence est peu abondante et n’éclaire donc que modérément les militaires : il est vrai que jusqu’en 1995, les sanctions les visant étaient considérées comme des mesures d’ordre intérieur jouissant d’une immunité de juridiction (CE, Ass., 17 février 1995, Hardouin, p. 82).

### Devoir de réserve pour les magistrats judiciaires.
Même s'ils sont indépendants dans l'exercice de leurs fonctions, les magistrats n'en sont pas moins tenus de respecter un ensemble de devoirs et d'obligations édictés par l'ordonnance n°58-1270 du 22 décembre 1958 portant loi organique relative au statut de la magistrature.
L'article 10 relatif au devoir de réserve, interdit aux magistrats « toute délibération politique », « toute manifestation d'hostilité au principe ou à la forme du gouvernement de la République », « toute démonstration de nature politique incompatible avec la réserve que leur imposent leurs fonctions », et « toute action concertée de nature à arrêter ou entraver le fonctionnement des juridictions ».
Le statut de la magistrature prévoit également une série d'incompatibilités, telles que l'interdiction d'exercer toute autre activité professionnelle de nature publique ou privée ou de détenir un mandat public électif.
En outre, l'article 43 du statut de la magistrature définit la faute disciplinaire comme « tout manquement par un magistrat aux devoirs de son état, à l'honneur, à la délicatesse ou à la dignité ».
Les devoirs et obligations statutaires sont complétés par ceux dégagés par la jurisprudence du Conseil supérieur de la magistrature, instance disciplinaire des magistrats du siège, et du Conseil d'État, juge de cassation des décisions disciplinaires prononcées par le Conseil supérieur de la magistrature.
Par exemple, concernant la liberté de parole des magistrats, un arrêt du CE du 9 octobre 1987 énonce « L'obligation de réserve des magistrats, justifiée par le souci d'éviter que soient mises en cause leur impartialité et leur neutralité, ne saurait servir à réduire le magistrat au silence et au conformisme ; elle doit se concilier avec le droit particulier à l'indépendance qui distingue fondamentalement le magistrat du fonctionnaire et qui s'applique aussi aux magistrats du ministère public ». En outre, un arrêt du 11 juin 1996 précise que la liberté d’expression des magistrats leur autorise le droit à la critique mais que celle-ci doit « s’exprimer en évitant les excès susceptibles de donner de la justice une image dégradée ou partisane ».
Si l'obligation de réserve imposée au magistrat n'oblige pas celui-ci au conformisme et ne porte pas atteinte à sa liberté de pensée et d'expression, elle lui interdit toute expression outrancière, toute critique de nature à porter atteinte à la confiance et au respect que sa fonction doit inspirer aux justiciables, le magistrat devant, s'il veut faire connaître son opinion, s'exprimer de façon prudente et mesurée en raison du devoir d'impartialité et de neutralité qui pèse sur lui pour satisfaire aux exigences du service public dont il assure le fonctionnement (CSM, 28 janvier 1975). Ne peuvent ainsi être admis les excès de langage d'un magistrat commis dans des écrits dont les termes ont été nécessairement réfléchis, dont l'outrance traduit une perte totale de contrôle particulièrement inquiétante de la part d'un magistrat et qui présentent un caractère non seulement insolent ou injurieux mais aussi délibérément infamant à l'égard de collègues (CSM, 2 juillet 1992). Le magistrat peut de même prendre part à une manifestation, mais il ne saurait contribuer au blocage de la voie publique à cette occasion (CSM, 15 mai 1987). La liberté de parole des magistrats sur les affaires dont ils sont saisis: en ce qui concerne une affaire dont il est saisi, le juge ne peut exprimer à la radio ou à la télévision son opinion (CSM, 8 février 1981 et CE, 5 mai 1982). Il ne peut faire de confidences à la presse sur la conduite d'une information qui lui a été confiée en rendant public un certain nombre de commentaires sur l'affaire et notamment sur le mis en cause (CSM, 16 décembre 1993).

### Devoir de réserve pour les membres du Conseil d’État
Le devoir de réserve des membres du Conseil d’État est encadré par un texte spécifique. Ainsi, ces derniers doivent s’abstenir de tout acte ou comportement à caractère public incompatible avec la réserve que leur imposent leurs fonctions. Cette obligation spécifique se retrouve à l’article L. 131-2 du code de justice administrative qui énonce : « Les membres du Conseil d’État exercent leurs fonctions en toute indépendance, dignité, impartialité, intégrité et probité et se comportent de façon à prévenir tout doute légitime à cet égard. Ils s'abstiennent de tout acte ou comportement à caractère public incompatible avec la réserve que leur imposent leurs fonctions. Ils ne peuvent se prévaloir, à l'appui d'une activité politique, de leur appartenance au Conseil d’État.»

### Devoir de réserve pour les policiers nationaux, municipaux et gendarmes.
Certaines catégories de fonctionnaires sont soumises à une obligation de réserve renforcée du fait de la nature régalienne des missions pour lesquelles ils sont investis. C'est le cas, notamment, des policiers nationaux et des gendarmes.
Ainsi, ce devoir de réserve spécifique est codifié à l’article R. 434-12 du code de la sécurité intérieure qui énonce qu'en dehors ou dans l'exercice de leurs fonctions, y compris par le biais de réseaux sociaux, ces agents doivent s’abstenir de tout acte, propos ou comportement de nature à nuire à la considération portée à la police nationale et à la gendarmerie nationale.
Cette affirmation fait référence aux arrêts du Conseil d’État, 10 juin 1983, aux requêtes no 34382 et du 27 janvier 1992, no 89074.
De plus, en ce qui concerne la police nationale, l'article R. 434-29 ajoute que "Le policier est tenu à l’obligation de neutralité. Il s’abstient, dans l’exercice de ses fonctions, de toute expression ou manifestation de ses convictions religieuses, politiques ou philosophiques. Lorsqu'il n'est pas en service, il s’exprime librement dans les limites imposées par le devoir de réserve et par la loyauté à l’égard des institutions de la République. Dans les mêmes limites, les représentants du personnel bénéficient, dans le cadre de leur mandat, d’une plus grande liberté d’expression."
Enfin, dans la fonction publique territoriale, l’obligation de réserve pour les agents de police municipale est prévue également au sein du code de la sécurité intérieure à l’article R. 515-15 du code de la sécurité intérieure.

## Sanctions
Les sanctions disciplinaires applicables au fonctionnaire titulaire sont classées en quatre groupes, allant de la moins grave à la plus grave :
| Groupe      | Sanctions |
| 1er groupe  | - Avertissement - Blâme - Exclusion temporaire de fonctions de 1 à 3 jours |
| 2ème groupe | - Radiation du tableau d'avancement - Abaissement d'échelon à l'échelon immédiatement inférieur à celui détenu par le fonctionnaire - Exclusion temporaire de fonctions de 4 à 15 jours - Déplacement d'office  |
| 3ème groupe | - Rétrogradation au grade immédiatement inférieur, à l'échelon comportant un indice égal ou immédiatement inférieur à celui détenu par le fonctionnaire - Exclusion temporaire de fonctions de 16 jours à 2 ans |
| 4ème groupe | - Mise à la retraite d'office - Révocation |

Le fonctionnaire possède des droits, en effet l'agent à l'encontre duquel une procédure disciplinaire est engagée a droit à la communication intégrale de son dossier individuel et de tous les documents annexes.
Quand l'administration réalise une enquête administrative en vue d'établir la réalité des faits reprochés à l'agent, le rapport établi à l'issue de cette enquête fait partie des pièces à communiquer à l'agent.
Si, lors de l'enquête, des auditions ont été réalisées, les procès-verbaux d'audition doivent aussi être communiqués sauf si cette communication porte gravement préjudice aux personnes qui ont témoigné.
L'agent poursuivi a également droit à l'assistance d'un ou plusieurs défenseurs de son choix.
L'administration doit l'informer de ce droit.
Les pièces de son dossier individuel et les documents annexes doivent être numérotés.
La procédure disciplinaire doit être engagée dans les 3 ans suivant le jour où l'administration a eu connaissance des faits passibles de sanction.
En cas de poursuites pénales à l'encontre du fonctionnaire, ce délai de 3 ans est interrompu jusqu'à la décision définitive de classement sans suite, de non-lieu, d'acquittement, de relaxe ou de condamnation. Passé le délai de 3 ans éventuellement interrompu par la procédure pénale, les faits en cause ne peuvent plus être invoqués dans le cadre d'une procédure disciplinaire.